# Новые чудовища
«Новые чудовища» — кинофильм, состоящий из отдельных скетчей и снятый тремя известными итальянскими режиссёрами: Дино Ризи, Марио Моничелли и Этторе Скола.

## Сюжет
В оригинале фильм длится 115 минут и включает в себя четырнадцать самостоятельных эпизодов, в которых весьма едкому осмеянию подвергаются итальянское общество 1970-х годов и его институты. Однако наиболее распространена сокращённая версия фильма, куда вошло только девять скетчей.

## Создание
Сценаристы, актёры и режиссёры участвовали в создании этой картины на общественных началах: главной их целью было позволить сценаристу Уго Гуэрре, страдающему от опасной и редкой болезни, оплатить дорогостоящее лечение. Сценаристы и режиссёры договорились создать коллективное произведение, не указав, кто из них работал над какой новеллой; это стало известно только после смерти Гуэрры, два года спустя. Чудовищность персонажей — уже не исключение, а норма разлагающегося мира, что заставляет задуматься о чудовищности всего нашего общества.
Фильм был задуман как продолжение — в контексте 1970-х годов — ранней картины Дино Ризи «Чудовища», также состоявшей из отдельных скетчей. Если «Чудовища-1» стали двойным бенефисом Гассмана и Тоньяцци, то в «Чудовищах-2» сыграл три совершенно разных и чрезвычайно выразительных роли Альберто Сорди.

## В ролях
- Витторио Гассман — кардинал / камердинер / муж / комиссар / отец семейства
- Орнелла Мути — автостопщица / стюардесса
- Альберто Сорди — князь / сын / актёр
- Уго Тоньяцци — муж / сын / повар
- Джанфранко Барра[англ.] — мафиозо
- Ориетта Берти — певица
- Йоргос Воядзис — террорист
- Айше Нана — принцесса Альторпрати
- Эрос Паньи[англ.] — автомобилист

## Награды
Номинация на «Оскар» 1979 года за лучший фильм на иностранном языке .